# Джессі Луїс Ласкі
Джессі Луїс Ласки (англ. Jesse Louis Lasky; 13 вересня 1880, Сан-Франциско — 13 січня 1958, Беверлі-Гіллз) — американський кінопродюсер, який разом з Адольфом Цукором заснував кіностудію Paramount Pictures. Батько сценариста Джессі Л. Ласки — молодшого.

## Життєпис
Народився в Сан-Франциско в єврейській родині з Росії. Його батько, Ісаак Ласкі, був господарем взуттєвого магазину, мати Сара — домогосподаркою. Змінив багато робіт, але свою кар'єру в індустрії розваг почав з водевілів, що згодом привело його в кінобізнес. Його сестра Бланш стала дружиною Семюела Голдвіна, і в 1913 році Ласки, Голдвін, Сесіл Де Мілль і Оскар Апфель заснували кінокомпанію Jesse L. Lasky Feature Play Company. Обмежені в коштах, вони орендували сарай недалеко від Лос-Анджелеса, де зробили перший голлівудський художній фільм «Чоловік індіанки». У цьому сараї, відомому сьогодні як «Амбар Ласкі — Де Мілля», розташований нині Музей голлівудської спадщини.
У 1916 році їх компанія злилася з Famous Players Film Company Адольф Цукор, утворивши Famous Players-Lasky Corporation. У 1920 році ними була побудована велика студія в Асторії, Нью-Йорк, тепер відома як «Асторійская студія Кауфмана». У 1927 році Ласки був одним з тридцяти шести засновників американської Академії кінематографічних мистецтв і наук.
Через фінансові проблеми, що виникли в галузі в результаті Великої депресії, Famous Players Film Company в 1933 році увійшла до конкурсного виробництва. Джессі Ласки для виробництва фільмів потім співпрацював з Мері Пікфорд, але через кілька років вона розірвала ділові відносини. Ласки потім працював продюсером на одній з великих студій до 1945 року, коли він створив свою власну продюсерську компанію. Він зробив свій останній фільм в 1951 році й в 1957 опублікував свою автобіографію «I Blow My Own Horn».
Ласки помер в 1958 році в Беверлі-Гіллз. Похований на кладовищі Hollywood Forever, поруч з Paramount Studios в Голлівуді.
Дружина — Бессі Іда Гінзберг (англ. Bessie Ida Ginsberg); син — Джессі Ланські-молодший.
За великий внесок в кіноіндустрію Ласки отримав свою зірку на Голлівудській алеї слави.